# Épigraphie hébraïque
L'épigraphie hébraïque est une science historique et archéologique qui a pour objet l'étude, la répertorisation et la traduction des inscriptions antiques rédigées en hébreu ancien.

## Datation des inscriptions les plus anciennes
Les plus anciens documents épigraphiques en hébreu ancien pourraient dater du Xe siècle av. J.-C. Parmi eux figurent trois inscriptions de Tel Rehov (Xe et IXe siècles av. J.-C.). Les datations du Xe siècle av. J.-C. sont l'objet de débats chez les archéologues. Les datations du VIIIe siècle av. J.-C. — époque où se produit la généralisation de l'écriture en hébreu ancien — font, elles, consensus.

## Catégories d'inscriptions
L'épigraphie hébraïque antique se caractérise par ses supports. Elle est essentiellement constituée « d'inscriptions sur objets de céramique : jarres, bols, bouteilles, ou même lampes et figurines ». Les ostraca et les sceaux sont aussi des supports d'inscriptions privilégiés.

### Tablettes

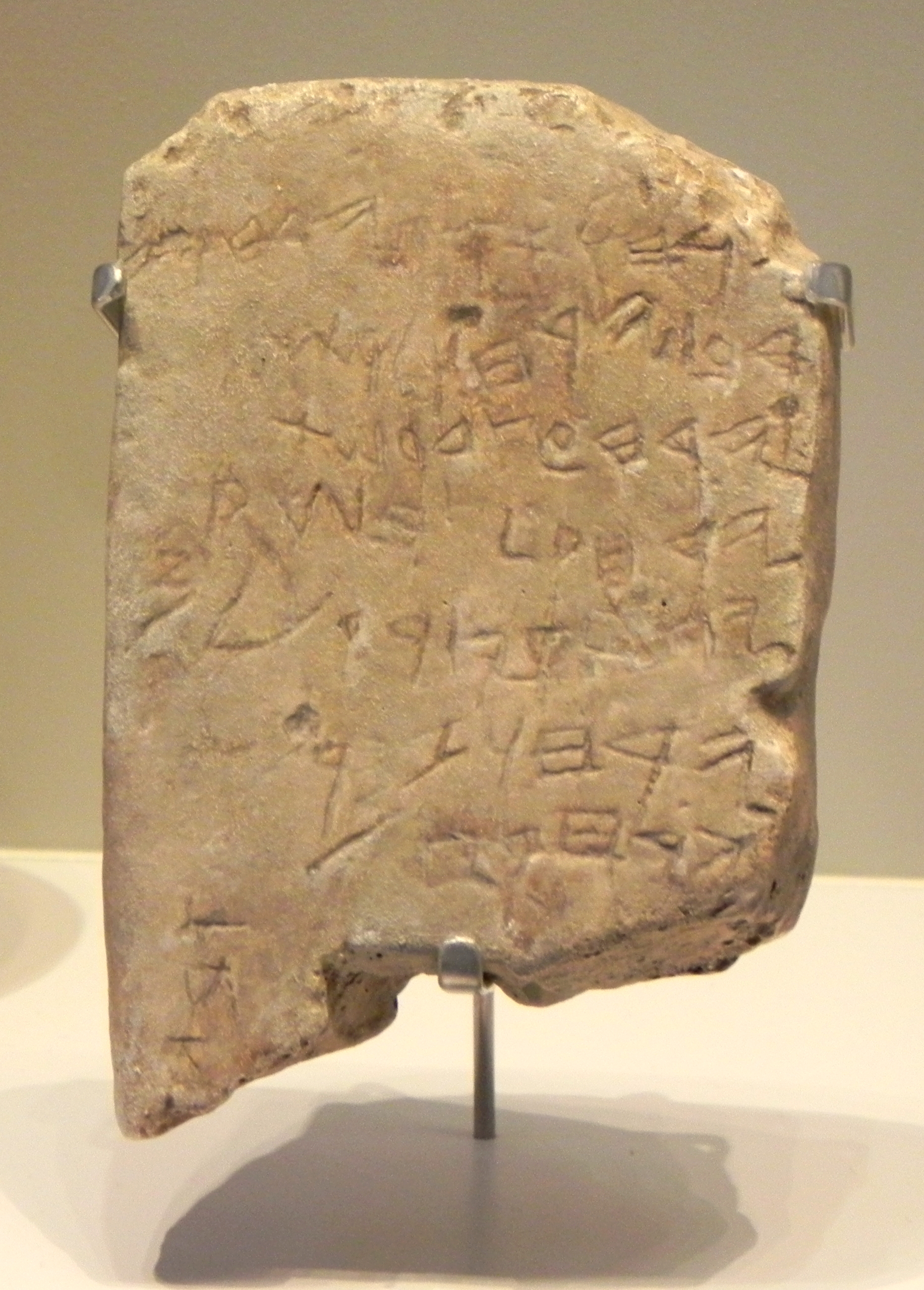
Réplique du Calendrier de Gezer au musée de Jérusalem

Le calendrier de Gezer (Xe siècle av. J.-C.) décrit des périodes bimensuelles liées à l'agriculture. Il pourrait s'agir d'une des plus vieilles traces d'hébreu ancien connues. Cependant, sa datation et même la langue dans laquelle le document est écrit sont contestées dans la communauté scientifique,.

### Ostraca

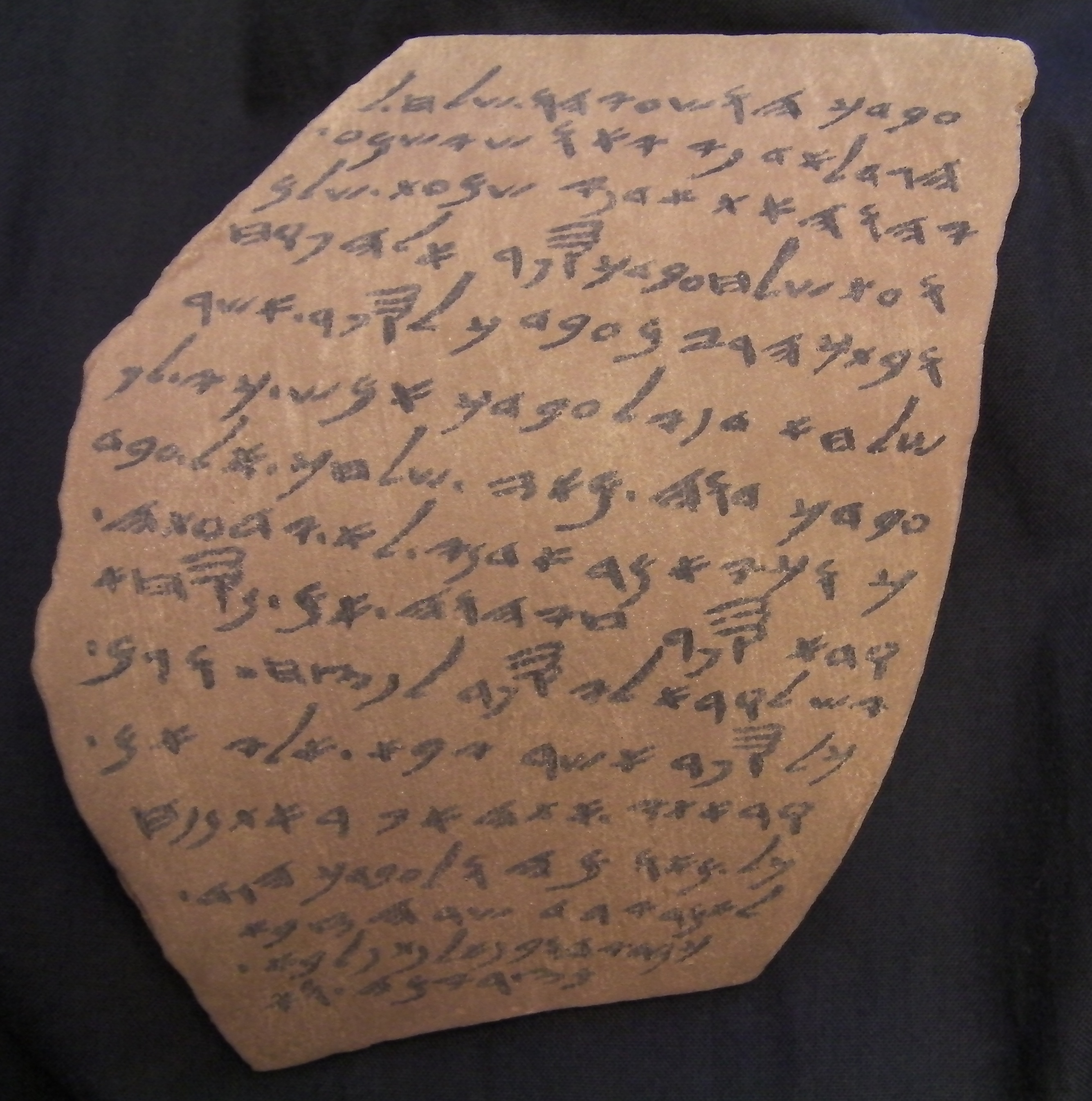
Reproduction de l'ostracon 3 (recto)

De nombreux ostraca ont été retrouvés lors de campagnes de fouilles. Leur proportion dans les artefacts hébreux est « sans commune mesure avec le corpus phénicien » et donne « des indications précieuses sur la société et son organisation ». Le corpus le plus important d'inscriptions en hébreu ancien est constitué par les lettres de Lakish, ostraca du VIe siècle av. J.-C. D'autres ostraca viennent d'Arad (Xe – VIe siècle av. J.-C.),, et de Samarie (VIIIe – VIIe siècle av. J.-C.). Toutes ces inscriptions sont rédigées en alphabet paléo-hébraïque. Il n'est pas certain que l'ostracon de Khirbet Qeiyafa (Xe siècle av. J.-C.) relève de l'épigraphie hébraïque : sa langue de rédaction — hébreu ou cananéenne — est actuellement discutée.

### Vases sacrés
Les objets du culte juif pouvaient aussi être frappés par des inscriptions. L'inscription qdš (« saint ») a été trouvée sur plusieurs vases, dont un dans des fouilles à Hazor.

### Sceaux royaux

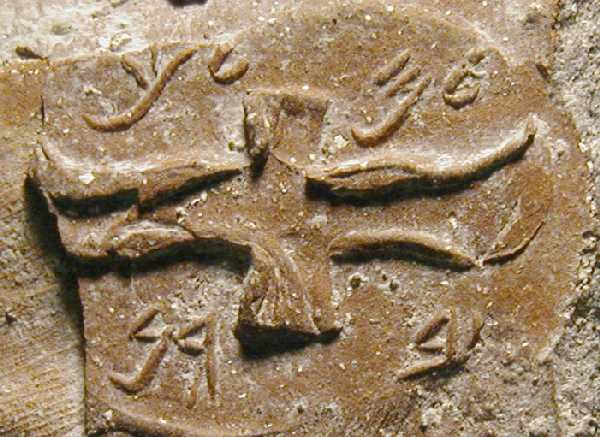
Sceau LMLK. La première ligne porte l'inscription LMLK, la seconde [...]BRN, c'est-à-dire Hébron.

Environ deux mille jarres de stockage trouvées en Judée, notamment autour de Jérusalem, ont sur leur anse l'inscription למלך (lamed mem lamed kaf). Ces inscriptions sont datées du règne d'Ézéchias, roi de Juda (fin VIIIe – début VIIe siècle av. J.-C.).

### Inscriptions lapidaires

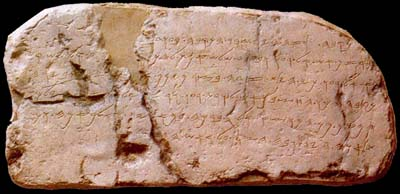
Inscription de Siloam

Le corpus épigraphique hébraïque comprend également des inscriptions lapidaires, mais rares sont celles qui sont parvenues jusqu'à nous. Cette rareté est attribuée à « l'occupation constante et la reconstruction des villes majeures », occasionnant le réemploi des pierres éventuellement gravées. Quelques-unes ont cependant été conservées jusqu'à notre époque. Parmi elles, l'inscription de l'intendant royal, l'inscription funéraire d'un fonctionnaire judéen du VIIe siècle av. J.-C., et l'inscription de Siloam (VIIIe et VIIe siècles av. J.-C.), dans le tunnel d'Ézéchias qui amène l'eau de la source de Gihon au bassin de Siloé, remonterait à la construction du tunnel sous les règnes des rois Ézéchias ou Manassé. L'abécédaire de Zayit (Xe siècle av. J.-C.) est également gravé sur la pierre.

### Rouleaux

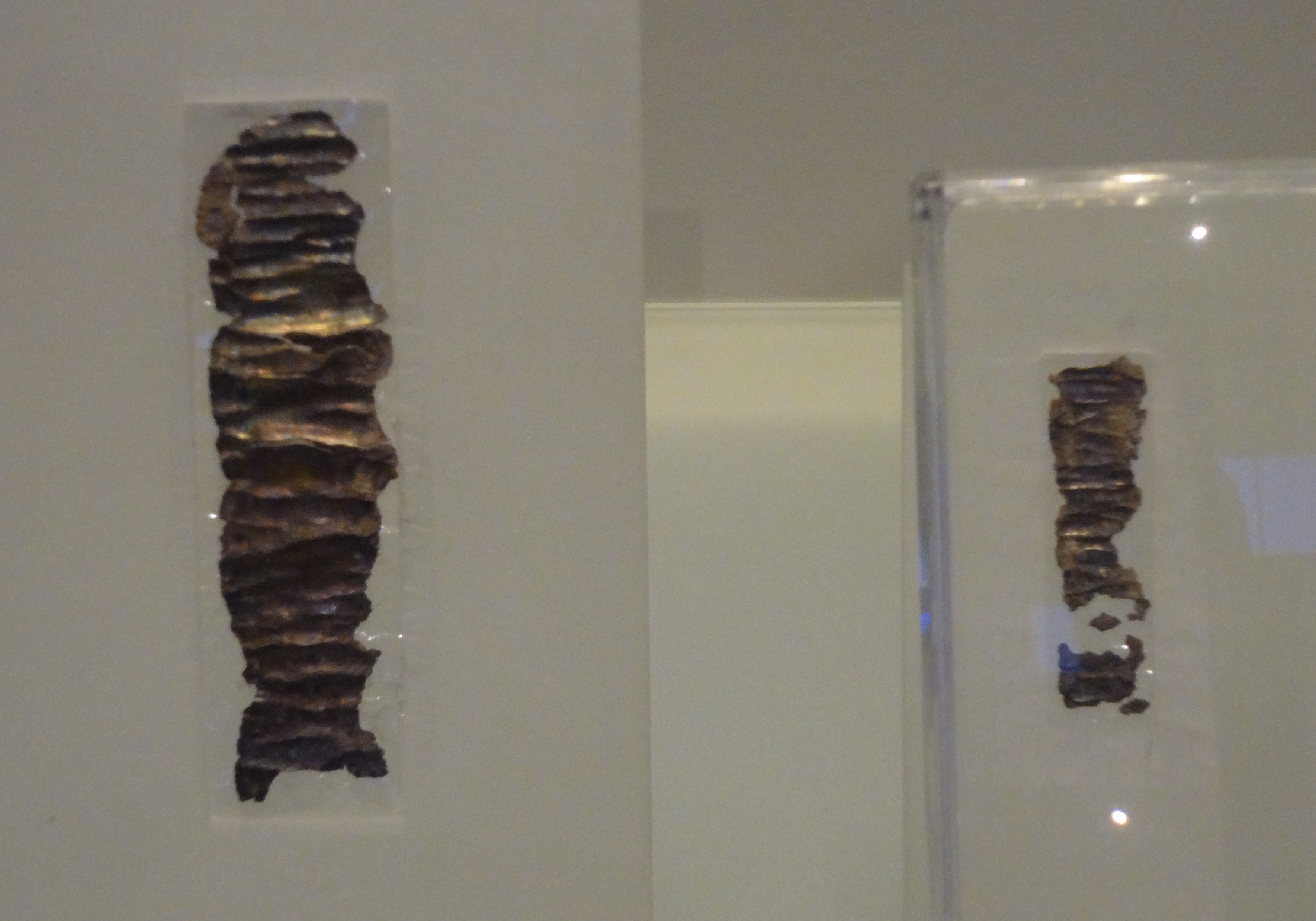
Rouleaux de Ketef Hinnom.

Les rouleaux de Ketef Hinnom sont les plus anciens fragments bibliques actuellement connus. Sans doute portés en amulettes autour du cou, ils contiennent des formules de bénédiction figurant dans le Livre des Nombres VI, 24-26.

## Alphabets hébraïques

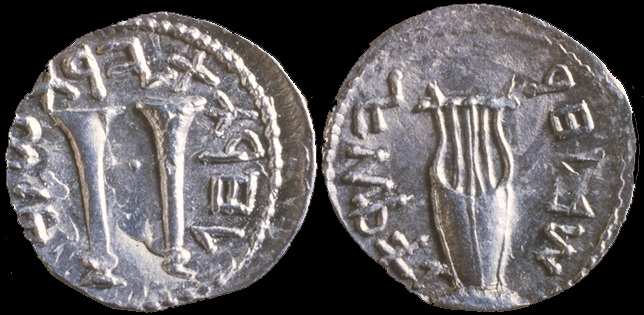
Pièces de monnaie de la révolte de Bar Kokhba portant des légendes en paléo-hébraïque

Jusqu'au Xe siècle av. J.-C., l'alphabet paléo-hébraïque est en usage. De retour de l'exil à Babylone, les Hébreux se mettent à l'utilisation d'une forme empruntée aux Juifs babyloniens, l'écriture carrée, dite aussi hébreu carré.

## Épigraphie hébraïque et exégèse biblique
Les données des documents épigraphiques hébraïques enrichissent les recherches textuelles, exégétiques et historiques sur la Bible. Elles attestent l'existence de personnages, royaux ou non, mentionnés dans l'Ancien Testament (pour les rois, Ézéchias et son fils Manassé, entre autres). Sur le plan onomastique, elles permettent d'éclairer le sens de mots rares ou d'hapax présents dans le texte biblique : pîm (1 S 13, 21) a pu être expliqué par des inscriptions trouvées sur des poids judéens contenant le mot pym et zāmîr (Ct 2, 12) par zmr, présent sur la tablette de Gezer. Les inscriptions constituent dans certains cas des critères externes pour améliorer la datation d'un livre de la Bible : les formulations des dates dans les ostraca d'Arad sont les mêmes que celles du livre d'Ezéchiel et confirment les dates données par ce dernier au VIe siècle av. J.-C.. Elles fournissent aussi des informations sur les pratiques officielles du judaïsme et sur la piété populaire des pratiquants.